# 毛缘薹草
毛缘薹草（学名：Carex pilosa）是莎草科薹草属的植物。分布于俄罗斯、日本、欧洲、朝鲜以及中国大陆的辽宁、黑龙江等地，生长于海拔500米的地区，多生长于林中。

## 变种
刺毛缘薹草（学名：Carex pilosa var. auriculata）是莎草科薹草属毛缘薹草的变种。分布于俄罗斯、日本以及中国大陆的黑龙江等地，多生于林下。